# Renel Monpremier
Renel Monpremier (10 gennaio 1979) è un ex calciatore haitiano, di ruolo centrocampista.

## Carriera

### Nazionale
Ha debuttato in Nazionale il 16 maggio 2001, in Haiti-Saint Kitts e Nevis (7-2). Ha messo a segno le sue prime due reti con la maglia della Nazionale il 22 maggio 2001, in Haiti-Martinica (5-0), siglando la rete del momentaneo 1-0 al minuto 17 e la rete del momentaneo 3-0 al minuto 63. Ha partecipato, con la Nazionale, alla CONCACAF Gold Cup 2002. Ha collezionato in totale, con la maglia della Nazionale, 8 presenze e quattro reti.